# Rofelewand
La Rofelewand est une montagne qui s’élève à 3 353 m d’altitude dans les Alpes de l'Ötztal, en Autriche.